# Vonder (brugtype)

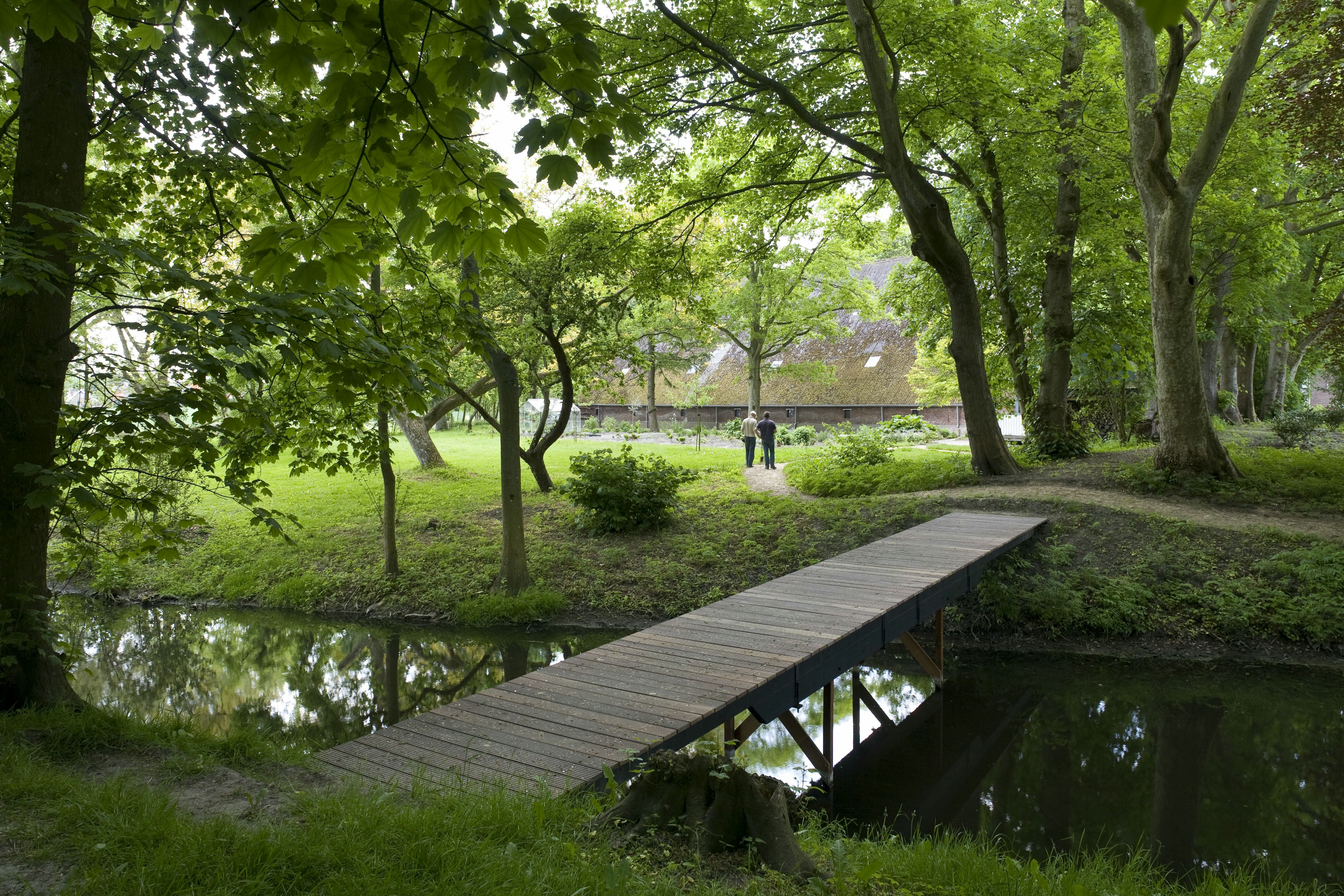
Vonder bij boerderij te Rasquert

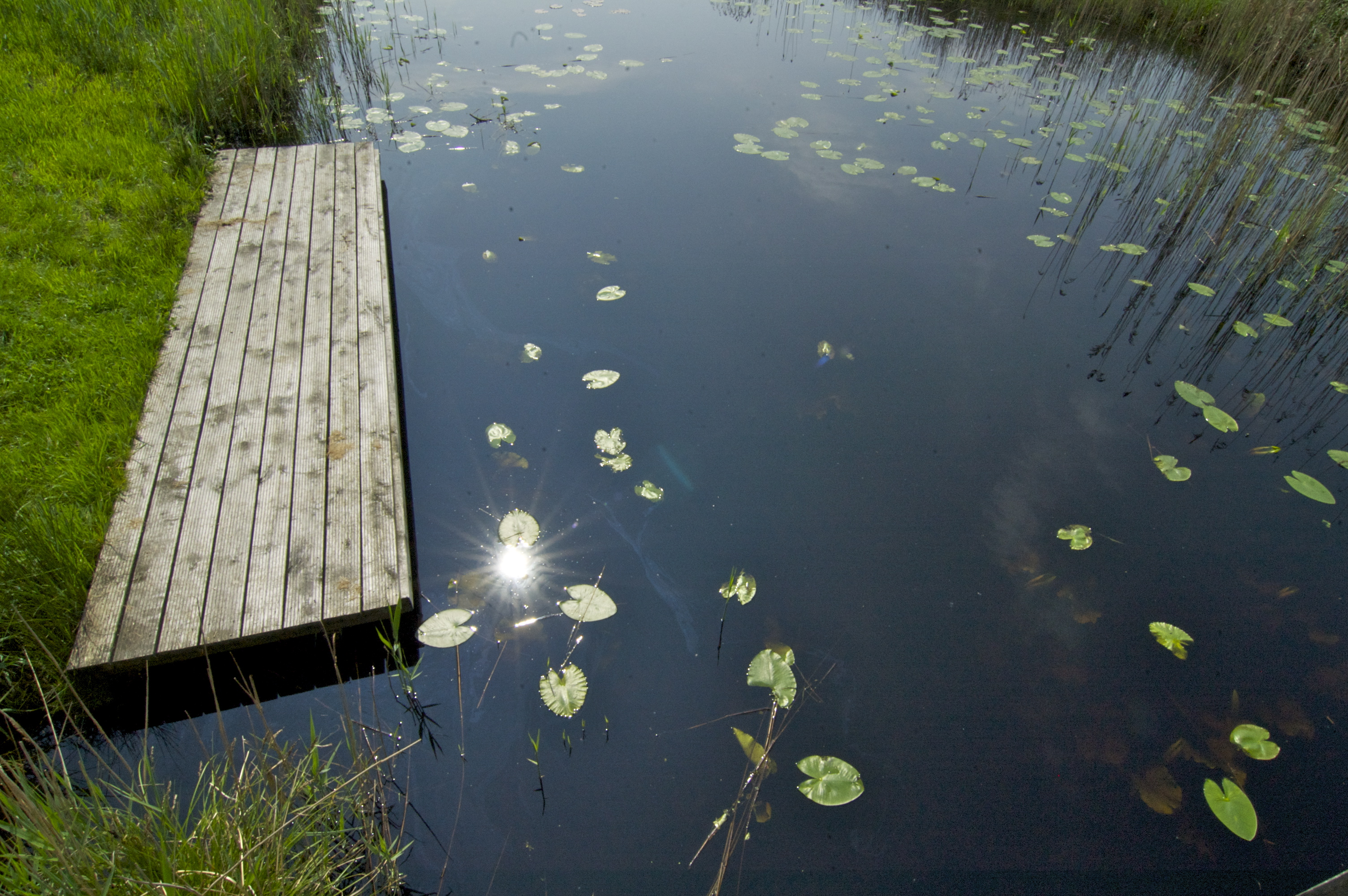
Vlonder als aanlegsteiger

Een vonder (ook: vondel of vlonder) is een smalle brug, vaak niet meer dan een of twee planken breed of een balk.
De woorden vonder en vlonder worden beide gebruikt. In de streken waar "vonder" brug betekent, wordt met een "vlonder" een (kleine) aanlegsteiger of stoep bedoeld.
Dat vonders weleens vervangen worden door grotere bruggen - bijvoorbeeld als het pad aan belang wint - bewijst de plaatsnaam Balkbrug.